# Ana Bucik
Ana Bucik Jogan (ur. 21 lipca 1993 w Novej Goricy) – słoweńska narciarka alpejska, złota medalistka mistrzostw świata juniorów.

## Kariera
Po raz pierwszy na arenie międzynarodowej Ana Bucik pojawiła się 26 listopada 2008 roku w Livigno, gdzie w zawodach juniorskich zajęła siódme miejsce w gigancie. W 2009 roku wystartowała na olimpijskim festiwalu młodzieży Europy w Szczyrku, gdzie była między innymi dziewiąta w slalomie. W tym samym roku wzięła udział w slalomie na mistrzostwach świata juniorów w Garmisch-Partenkirchen, jednak nie ukończyła rywalizacji. Jeszcze pięciokrotnie startowała na imprezach tego cyklu, najlepszy indywidualny wynik osiągając podczas mistrzostw świata juniorów w Roccaraso w 2012 roku, gdzie wspólnie z kolegami z reprezentacji zdobyła złoty medal w rywalizacji drużynowej. Indywidualnie najlepszy wynik osiągnęła na rozgrywanych rok wcześniej mistrzostwach świata juniorów w Crans Montana, zajmując siódmą pozycję w kombinacji.
W zawodach Pucharu Świata zadebiutowała 16 stycznia 2010 roku w Mariborze, gdzie nie ukończyła pierwszego przejazdu giganta. Pierwsze pucharowe punkty wywalczyła 13 grudnia 2014 roku w Åre, kończąc slalom na 26. miejscu. Na podium zawodów pucharowych po raz pierwszy stanęła 26 stycznia 2018 roku w Lenzerheide, kończąc rywalizację w superkombinacji na trzeciej pozycji. Wyprzedziły ją tam jedynie Wendy Holdener ze Szwajcarii i Włoszka Marta Bassino.
Wystartowała na igrzyskach olimpijskich w Pjongczangu w 2018 roku, gdzie zajęła 9. miejsce w zawodach drużynowych, 11. w kombinacji, 21. w gigancie i 23. w slalomie. Na rozgrywanych cztery lata później igrzyskach olimpijskich w Pekinie była siódma w zawodach drużynowych oraz jedenasta w gigancie i slalomie. Była też między innymi siódma w slalomie na mistrzostwach świata w Sankt Moritz w 2017 roku.

## Osiągnięcia

### Igrzyska olimpijskie
| Miejsce | Dzień     | Rok  | Miejscowość | Konkurencja     | Czas biegu | Strata | Zwyciężczyni     |
| ------- | --------- | ---- | ----------- | --------------- | ---------- | ------ | ---------------- |
| 21.     | 15 lutego | 2018 | Pjongczang  | Gigant          | 2:20,02    | +4,07  | Mikaela Shiffrin |
| 24.     | 16 lutego | 2018 | Pjongczang  | Slalom          | 1:38,63    | +4,28  | Frida Hansdotter |
| 11.     | 22 lutego | 2018 | Pjongczang  | Superkombinacja | 2:20,90    | +3,86  | Michelle Gisin   |
| 9.      | 24 lutego | 2018 | Pjongczang  | Drużynowo       | -          | -      | Szwajcaria       |
| 11.     | 7 lutego  | 2022 | Pekin       | Gigant          | 1:55,69    | +2,20  | Sara Hector      |
| 11.     | 9 lutego  | 2022 | Pekin       | Slalom          | 1:44,98    | +1,69  | Petra Vlhová     |

### Mistrzostwa świata
| Miejsce | Dzień     | Rok  | Miejscowość        | Konkurencja     | Czas biegu | Strata | Zwyciężczyni          |
| ------- | --------- | ---- | ------------------ | --------------- | ---------- | ------ | --------------------- |
| 31.     | 16 lutego | 2013 | Schladming         | Slalom          | 1:39,85    | +6,40  | Mikaela Shiffrin      |
| 11.     | 9 lutego  | 2015 | Vail/Beaver Creek  | Superkombinacja | 2:33,37    | +4,40  | Tina Maze             |
| DNF2    | 14 lutego | 2015 | Vail/Beaver Creek  | Slalom          | 1:38,48    | -      | Mikaela Shiffrin      |
| DNF2    | 10 lutego | 2017 | Sankt Moritz       | Superkombinacja | 1:58,88    | -      | Wendy Holdener        |
| 7.      | 18 lutego | 2017 | Sankt Moritz       | Slalom          | 1:37,27    | +2,62  | Mikaela Shiffrin      |
| 9.      | 12 lutego | 2019 | Åre                | Drużynowo       | -          | -      | Szwajcaria            |
| 31.     | 14 lutego | 2019 | Åre                | Gigant          | 2:01,97    | +5,68  | Petra Vlhová          |
| DNF2    | 16 lutego | 2019 | Åre                | Slalom          | 1:57,05    | —      | Mikaela Shiffrin      |
| 11.     | 17 lutego | 2021 | Cortina d’Ampezzo  | Drużynowo       | -          | -      | Norwegia              |
| DNF1    | 18 lutego | 2021 | Cortina d’Ampezzo  | Gigant          | 2:30,66    | -      | Lara Gut-Behrami      |
| 9.      | 20 lutego | 2021 | Cortina d’Ampezzo  | Slalom          | 2:30,66    | +3,39  | Katharina Liensberger |
| 25.     | 17 lutego | 2023 | Courchevel/Méribel | Gigant          | 2:07,13    | +3,03  | Mikaela Shiffrin      |
| 9.      | 18 lutego | 2023 | Courchevel/Méribel | Slalom          | 1:43,15    | +1,22  | Laurence St-Germain   |

### Mistrzostwa świata juniorów
| Miejsce | Dzień       | Rok  | Miejscowość       | Konkurencja     | Czas biegu | Strata | Zwyciężczyni            |
| ------- | ----------- | ---- | ----------------- | --------------- | ---------- | ------ | ----------------------- |
| DNF1    | 1 marca     | 2009 | Ga-Pa             | Slalom          | 1:42,07    | -      | Denise Feierabend       |
| DNF     | 31 stycznia | 2010 | Region Mont Blanc | Supergigant     | 1:32,21    | -      | Marine Gauthier         |
| 39.     | 1 lutego    | 2010 | Region Mont Blanc | Slalom          | 1:34,47    | +8,13  | Christina Geiger        |
| 56.     | 5 lutego    | 2010 | Region Mont Blanc | Gigant          | 1:38,34    | +5,80  | Mona Løseth             |
| 36.     | 1 lutego    | 2011 | Crans-Montana     | Zjazd           | 1:32,11    | +4,91  | Lotte Smiseth Sejersted |
| 21.     | 2 lutego    | 2011 | Crans-Montana     | Gigant          | 2:28,27    | +5,94  | Sara Hector             |
| 25.     | 3 lutego    | 2011 | Crans-Montana     | Slalom          | 1:40,32    | +9,77  | Jessica Depauli         |
| DNF     | 5 lutego    | 2011 | Crans-Montana     | Supergigant     | 1:28,23    | -      | Elena Curtoni           |
| 7.      | 5 lutego    | 2011 | Crans-Montana     | Kombinacja      | ?          | ?      | Wendy Holdener          |
| DNF1    | 1 marca     | 2012 | Roccaraso         | Slalom          | 1:42,69    | -      | Stephanie Brunner       |
| 24.     | 3 marca     | 2012 | Roccaraso         | Gigant          | 2:40,02    | +3,77  | Ragnhild Mowinckel      |
| DNF     | 5 marca     | 2012 | Roccaraso         | Supergigant     | 1:06,99    | -      | Annie Winquist          |
| 1.      | 5 marca     | 2012 | Roccaraso         | Drużynowo       | ?          | -      | -                       |
| DNF2    | 21 lutego   | 2013 | Québec            | Slalom          | 1:52,10    | -      | Magdalena Fjällström    |
| 32.     | 22 lutego   | 2013 | Québec            | Gigant          | 2:22,23    | +4,37  | Lisa-Maria Zeller       |
| DNF     | 24 lutego   | 2013 | Québec            | Supergigant     | 1:00,89    | -      | Stephanie Venier        |
| 41.     | 26 lutego   | 2013 | Québec            | Zjazd           | 1:11,18    | +3,76  | Jennifer Piot           |
| DNF1    | 27 lutego   | 2014 | Jasná             | Gigant          | 1:52,86    | -      | Marta Bassino           |
| DNF2    | 28 lutego   | 2014 | Jasná             | Slalom          | 1:36,09    | -      | Petra Vlhová            |
| 22.     | 3 marca     | 2014 | Jasná             | Supergigant     | 1:14,71    | +1,83  | Corinne Suter           |
| 8.      | 3 marca     | 2014 | Jasná             | Superkombinacja | 2:11,34    | +0,84  | Elisabeth Kappauer      |
| 30.     | 5 marca     | 2014 | Jasná             | Zjazd           | 1:24,19    | +3,44  | Corinne Suter           |

### Puchar Świata

#### Miejsca w klasyfikacji generalnej
- sezon 2014/2015: 89.
- sezon 2015/2016: 77.
- sezon 2016/2017: 52.
- sezon 2017/2018: 42.
- sezon 2018/2019: 91.
- sezon 2019/2020: 55.
- sezon 2020/2021: 33.
- sezon 2021/2022: 25.
- sezon 2022/2023: 21.

#### Miejsca na podium w zawodach
1. Lenzerheide – 26 stycznia 2018 (superkombinacja) – 3. miejsce